# Хазына
Спортивный клуб «Хазына» (туркм. Hazyna sport kluby; «Сокровище») — туркменский профессиональный футбольный клуб из Ашхабада, команда Туркменского государственного института экономики и управления. Клуб был основан в 2015 году, в этом же сезоне выступил в чемпионате Туркменистана по футболу, а уже в начале 2016 года прекратил своё существование.

## История
Команда была создана в феврале 2015 года. Приняв во внимание растущую популярность футбола среди студентов, Федерация футбола Туркменистана сделала исключение, разрешив клубу участвовать в Высшей лиге без прохождения отбора в Первой лиге. Команду возглавлял Ахмед Агамурадов. В чемпионате Туркменистана-2015 она заняла 7-е место из 10 участников, но в начале 2016 года, перед стартом нового сезона, клуб был расформирован.

## Тренерский штаб
| Должность      | Имя              |
| -------------- | ---------------- |
| Главный тренер | Ахмед Агамурадов |
| Тренер         | Валерий Кириллов |
| Тренер         | Фазиль Мамедов   |